# Dicrobomolochus eminens
Dicrobomolochus eminens är en kräftdjursart som först beskrevs av C. B. Wilson 1911.  Dicrobomolochus eminens ingår i släktet Dicrobomolochus och familjen Bomolochidae. Inga underarter finns listade i Catalogue of Life.